# Kulturåret 1822

## Händelser
- okänt datum – Victor Hugo gifter sig med Adèle Foucher.
- Statens porträttsamling på Gripsholm irättas officiellt.

## Nya verk
- Odes et poésies diverses av Victor Hugo
- Axel av Esaias Tegnér
- Amorina av Carl Jonas Love Almqvist

## Födda
- 9 januari – Heinrich Dreber (död 1875), tysk målare.
- 29 januari – Adelaide Ristori (död 1906), italiensk skådespelare.
- 13 februari – Betty Linderoth (död 1900), svensk konstnär.
- 25 februari – Wilhelm Amberg (död 1899), tysk genremålare.
- 7 mars – Victor Massé (död 1884), fransk operakompositör.
- 16 mars – Rosa Bonheur (död 1899), fransk målare och skulptör.
- 3 april – Elma Ström (död 1889) svensk operasångare och skådespelare.
- 22 april – Bengt Nordenberg (död 1902), svensk dekorationsmålare och etsare.
- 15 maj – Leopold Kompert (död 1896), österrikisk skriftställare.
- 16 juni – Johan Fredrik Eckersberg (död 1870), norsk konstnär.
- 6 juli – Anders Anderson (död 1892), svensk läkare och skald.
- 3 september – Stefano Ussi (död 1901), italiensk målare.
- 19 september – Otto Wilhelm Ålund (död 1901), svensk författare.
- 22 oktober – Johanna Carolina Weidenhayn (död 1902), svensk konstnär och xylograf.
- 9 december – Wilhelm Gentz (död 1890), tysk målare.
- 10 december – César Franck (död 1890), belgisk-fransk tonsättare, pianist och organist.
- 24 december – Matthew Arnold (död 1888), brittisk poet.

## Avlidna
- 13 mars – Nils Lorens Sjöberg (född 1754), svensk ämbetsman och poet, ledamot av Svenska Akademien.
- 25 juni – E.T.A. Hoffmann (född 1776), tysk författare och kompositör.
- 8 juli – Percy Bysshe Shelley (född 1792), engelsk författare och poet.
- 13 oktober – Antonio Canova (född 1757), italiensk skulptör.